# Nennwert der Wärmeleitfähigkeit
Der Nennwert der Wärmeleitfähigkeit (Zeichen: {\displaystyle \lambda _{D}}) ist ein Begriff aus dem Bauwesen, eine Angabe für Baustoffe, insbesondere Wärmedämmstoffe, nach der europäischen Bauprodukteverordnung gemäß EU-Normen. Er wird in Verbindung mit dem CE-Zeichen ermittelt und muss beim Inverkehrbringen auf dem Produkt ausgewiesen sein.
Es handelt sich dabei nur um einen statistischen Wert 90/90 auf Basis der jeweiligen europäischen Produktnorm. Er darf nach deutschem Baurecht nicht unmittelbar in die bauphysikalische Berechnung übernommen werden, sondern erfordert einen Sicherheitsabschlag von 20 Prozent. Gemäß DIN 4108-4 werden so gekennzeichnete Produkte als der Kategorie I zugehörig bezeichnet. Der Rechenwert λ der Wärmeleitfähigkeit als Bemessungswert wird gemäß dieser Norm zu {\displaystyle \lambda =1{,}2\cdot \lambda _{D}} ermittelt.